# Anton Waisbecker
Anton Waisbecker ( 1835 - 1916 ) fue un botánico, y pteridólogo húngaro, y profesor de Botánica en la Universidad de Budapest.
Se desempeñó como médico de distrito en la ciudad de Guns y llevó a cabo investigaciones sobre la flora local. Conocido por su experiencia en el estudio de Pteridophyta, también hizo contribuciones significativas que implican la investigación dentro de los géneros Rubus, Carex y Potentilla.
- La abreviatura «Waisb.» se emplea para indicar a Anton Waisbecker como autoridad en la descripción y clasificación científica de los vegetales.[2]

## Publicaciones
- Köszeg és vidékének edényes nôvényei (1882, segundca edición en 1891) - Fanerógamas de Köszeg y alrededores.
- Beiträge zur Flora des Eisenburger Comitates (1893) - Contribuciómn a la flora del condado de Eisenburg.[3][4]